# Völsunga saga
A Völsunga saga (ejtsd: völszungá szágá, azaz „A Völsung nemzetség története”) ismeretlen szerző által írt izlandi saga az 1220-1260 körüli évekből. Az úgynevezett hajdankori sagák (fornaldar sögur) műfaji csoportjának legnevezetesebb, világszerte számontartott darabja.

## Keletkezése
A történeti mag első feldolgozása az Edda-énekek hősepikai verseiben rögzítődött, valamikor a 11-12. században.
1200 körül több helyütt és több formában is megélénkül az érdeklődés a téma iránt, akkortájt írják le az orálisan megőrzött Edda-énekeket, ekkor született az - izlandi feldolgozásoktól lovagkori szellemében teljesen eltérő - Nibelung-ének, és Izlandon ekkor kezdték prózaelbeszélésbe átírni az addig versekbe formált tárgyat. (Ez a verset prózába átalakító tendencia a régi izlandi irodalom egyik legszembeszökbőbb sajátsága.) Minden ok megvan annak föltételezésére, hogy a jelen saga 1200-1220 között, Sigurðar saga Fáfnisbana (A Fáfnir-sárkányt megölő Sigurð története) címen egyszer már megíródott, hiszen 1200 körül Snorri Sturluson idézett belőle. A csak későbbről ránk maradt verzió főként abban térhet el az eredetitől, hogy lejegyzője már olvasta az 1240 körüli Þiðreks saga af Bern-t.

## Cselekménye
Főhőse Sigurð (német nyelvterületen: Siegfried), aki neveltetésének hosszú története után, őse, Óðin főisten segítségével, megöli a kincset birtokló sárkányt, majd a baljós ígéretű kinccsel benősül a burgund királyi házba, ahol sógorai irigységéből eléri a végzet, de nemcsak őt, hanem Attilával, majd a keleti gótokkal való későbbi konfrontációk után, magukat a burgundokat is.
A saga tárgya szemmel láthatóan két részre oszlik:
1. a főhős, Sigurð, nemzetségének és személyének legendás előélete. Ez a rész a skandináv legendák és hiedelmek világának legrégibb korszakában kezdődik, és számtalan olyan ősi képzetet, szokást stb. őriz, melyet sehol máshol nem említenek. A nemzetség Völsung neve etimológiailag kiválasztottat jelent, eredetüket Óðin istentől származtatják (aki azután a későbbiekben Sigurð pártfogója is marad), majd több nemzedék tragikus, bonyolult történetei után jut el a csúcsra Sigurð személyében.
2. Sigurðnek a burgund királyi udvarba való megérkezése utáni legendás-történeti rész, melynek során Sigurðöt megölik.

## Jelentősége és hatása
A Völsunga saga jelentősége azon alapszik, hogy a legkiválóbb narrációs prózastílusban és kompozíciós formákban írva, mind a skandináv őstörténet, mind a népvándorláskori germán mondavilág legreprezentatívabb forrása. Filológiailag azért is páratlan, mert prózába fordítva a 24-31. fejezetei tartalmazzák az Edda-versek kódexének hősepikai anyagából utóbb elkallódott 8 lapnyi szövegét.
A saga a 19. században vált általánosan ismertté. Leginkább számontartott felhasználója Richard Wagner, aki 1848-1856-ban írt szövegkönyvéből 1853-1874 között megzenésített A Nibelung gyűrűje című zenedráma-tetralógiájában, ezen belül is a Walkür című rész egész szövegében erre a sagára támaszkodott.
A jelentősebb írók közül még H. Ibsent, F. Hebbelt, W. Morrist, Thomas Mannt és J.R.R. Tolkient kell megemlítenünk, mint akik részben-egészben adaptálták a saga szövegét.

## Magyarul
- Völsunga saga. A Völsungok története. Egy 13. század közepi, izlandi pergamenkódexbe leírt hőstörténet; ford., jegyz. Bernáth István, utószó Voigt Vilmos; Corvina, Bp., 2015 (Északi források)

## Lásd még
- Magyarul: A Völsungok története (2003, Bernáth István fordítása, kiadásra előkészítve).
- Skandináv mitológia - Hősi mondák: A Völsung nemzetség története Archiválva 2014. szeptember 8-i dátummal a Wayback Machine-ben